# Rivula signata
Rivula signata là một loài bướm đêm trong họ Erebidae.